# Reborn in Defiance
Reborn in Defiance (deutsch sinngemäß: Trotzig wiedergeboren) ist das neunte Studioalbum der US-amerikanischen Band Biohazard. Es erschien am 20. Januar 2012 bei Nuclear Blast weltweit, außer in den USA. Hier war zunächst geplant, eine kostenlose digitale Veröffentlichung durchzuführen – eine physische Ausgabe mit Extra-Stücken sollte später folgen.

## Entstehung
Für das Album vereinigten sich die vier Bandmitglieder beinahe in Originalbesetzung, nur Schlagzeuger Danny Schuler war nicht ganz von Beginn an Mitglied der Band gewesen. Nach den Aufnahmen mit Produzent Toby Wright verließ jedoch Evan Seinfeld Biohazard wieder – noch während die anderen Bandmitglieder an den Aufnahmen arbeiteten, rief Seinfeld unerwartet an und sagte, dass er die Band verlassen würde. Zwar suchte die Band nach einem neuen Sänger und erhielt Bewerbungen aus allen Teilen der Welt, doch wurde recht schnell Scott Roberts, der bereits auf den vorigen zwei Alben in der Band war, wieder als Bassist und Sänger verpflichtet. Der Albumtitel ist auf die Situation Biohazards bezogen, z. B. auf die Wiedervereinigung.
Nach der Veröffentlichung des Albums ging die Band u. a. mit Suicidal Tendencies auf Tour, zunächst Anfang 2012, dann erneut 2013.

## Rezeption
Andreas Schulz von Musikreviews.de bezeichnete Reborn in Defiance als „gutes, abwechslungsreiches Biohazard-Album, das einen immer wieder daran erinnert, wieviel Spaß man so mit 16 Jahren hatte. “ Er vergab zehn von 15 Punkten. Kai Butterweck von Laut.de schrieb, mit dem Album taste sich die Band „ein weiteres Stück näher an ihre Glanzzeiten Mitte der Neunziger heran, ohne dass man aber von einem kompletten Befreiungsschlag reden kann.“ Er vergab drei von fünf Sternen. Uwe „Buffo“ Schnädelbach vergab im Magazin Rock Hard 8,5 von zehn Punkten. Er sprach von einem „mutigen Album“. „Anstatt die Erfolgsformel von Urban Discipline oder State of the World Adress eins zu eins zu kopieren, betreten Biohazard auf ihrem von Toby Wright (u. a. Slayer, Kiss, Korn, Alice in Chains) produzierten neunten Longplayer mit schleppenden, deutlich metallischeren Nummern wie Decay, Killing Me, Waste Away, den balladesken Vows of Redemption und You Were Young und ganz besonders dem finalen Season in the Sky, einem ruhigen Instrumental mit Outro-Charakter, ein Stück weit Neuland, ohne ihre alten Fans dabei zu vergessen.“

## Titelliste
1. 9:IIIX6.941
2. Vengeance Is Mine
3. Decay
4. Reborn
5. Killing Me
6. Countdown Doom
7. Come Alive
8. Vows of Redemption
9. Waste Away
10. You Were Wrong
11. Skullcrusher
12. Never Give In
13. Season the Sky